# ميرا غونزاليس
ميرا غونزاليس (بالإنجليزية: Mira Gonzalez)‏ (28 مايو 1992)؛ كاتِبة وشاعرة أمريكية.